# Gruppo operativo-tattico "Sumy"
Il Gruppo operativo-tattico "Sumy" (in ucraino Оперативно-тактичне угруповання «Суми»?, Operatyvno-taktyčne uhrupovannja «Sumy», OTU "Sumy") è una formazione delle Forze terrestri ucraine, costituita durante l'invasione russa dell'Ucraina del 2022 e facente parte del gruppo operativo-strategico "Pivnič", responsabile del settore comprendente l'oblast' di Sumy.

## Storia
In seguito allo scoppio dell'invasione su vasta scala dell'Ucraina da parte della Russia l'esercito ucraino ha subito una rapida e importante espansione, costituendo quattro cosiddetti "gruppi operativi-strategici" per supervisionare le operazioni di combattimento, i quali a loro volta comprendono diversi gruppi tattici creati ad hoc per settori particolari del fronte. Il Gruppo "Sumy" gestisce le unità impiegate nell'omonimo oblast'.
Nell'aprile del 2022, dopo aver organizzato con successo la difesa delle città di Sumy e Černihiv assediate dalle forze russe nell'ambito dell'offensiva su Kiev, ha preso parte alla controffensiva che ha portato alla completa liberazione della regione. In seguito non si sono più verificate operazioni terrestri russe in quest'area, e nel corso del resto del conflitto il Gruppo "Sumy" si è dedicato all'addestramento delle nuove formazioni dell'esercito ucraino e al potenziamento delle difese lungo i confini con la Russia e la Bielorussia.
Nell'agosto del 2024 diverse brigate ucraine sono state trasferite nel settore di competenza del Gruppo "Sumy", da dove hanno effettuato un'offensiva in territorio russo occupando parte dell'oblast' di Kursk.

## Comandanti
- Maggior generale Oleksandr Nesterenko (marzo 2022 - febbraio 2023)[6]
- Tenente generale Volodymyr Kravčenko (febbraio 2023 - marzo 2023)[7]
- Maggior generale Vasyl' Osypčuk (marzo 2023 - novembre 2023)[8]
- Maggior generale Oleksij Ocerklevyč (novembre 2023 - in carica)[9]